# Dinbych

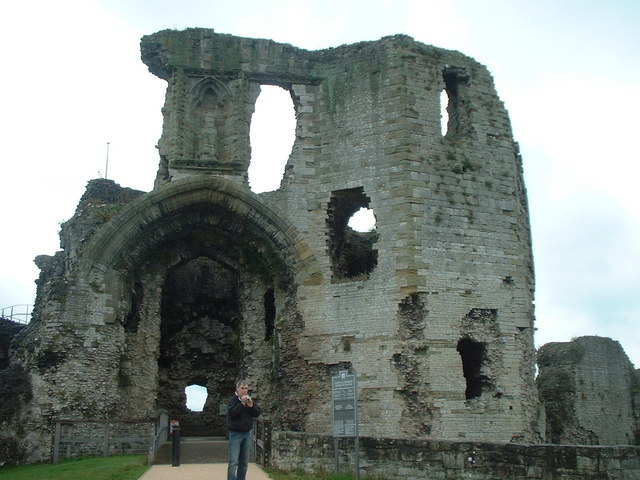
Ruïnes del castell de Dinbych

Dinbych (anglès: Denbigh, /ˈdɛnbi/) és una localitat amb estatut de comunitat del Gal·les nord-oriental. Està situada a la vall del riu Clwyd i forma part del comtat de Denbighshire (comtat preservat: Clwyd), del qual també en va ser capital durant un temps. Té al voltant de 8.800 habitants.

## Etimologia
El topònim gal·lès Dinbych significa literalment "petita fortalesa", i està format pel terme din, que significa "fortalesa", i pel terme bych, un derivat de l'adjectiu bach, que significa "petit".

## Geografia física

### Situació
Dinbych es troba a la part nord-oriental de Denbighshire, prop del límit amb el comtat de Flintshire, entre les localitats de Rhyl i Ruthin (respectivament al nord de la primera i al sud de la segona). Està al voltant 38 km a l'est/nord-est de Betws-y-Coed i al voltant 57 km a l'oest de Chester (Anglaterra).

## Societat

### Demografia
Al cens del 2001, Dinbych comptava amb una població de 8.783 habitants, dels quals 4.538 eren dones i 4.245 eren homes.

## Edificis i llocs d'interès
Entre els edificis principals de Dinbych hi ha les ruïnes del castell, fet construir per Eduard I d'Anglaterra.

## Esport
- Denbigh Cricket Club, un del clubs de cricket més antics de Gal·les, fundat el 1844[8]
- Denbigh Town Football Club, equip de futbol

## Personatges il·lustres
- Rhoda Broughton, poetessa
- Shefali Chowdhury, actriu
- Daniel Gooch, explorador
- Alice de Lacy, noble anglesa
- Henry Morton Stanley, periodista i explorador
- Kate Roberts, escriptora